# Åskstenar

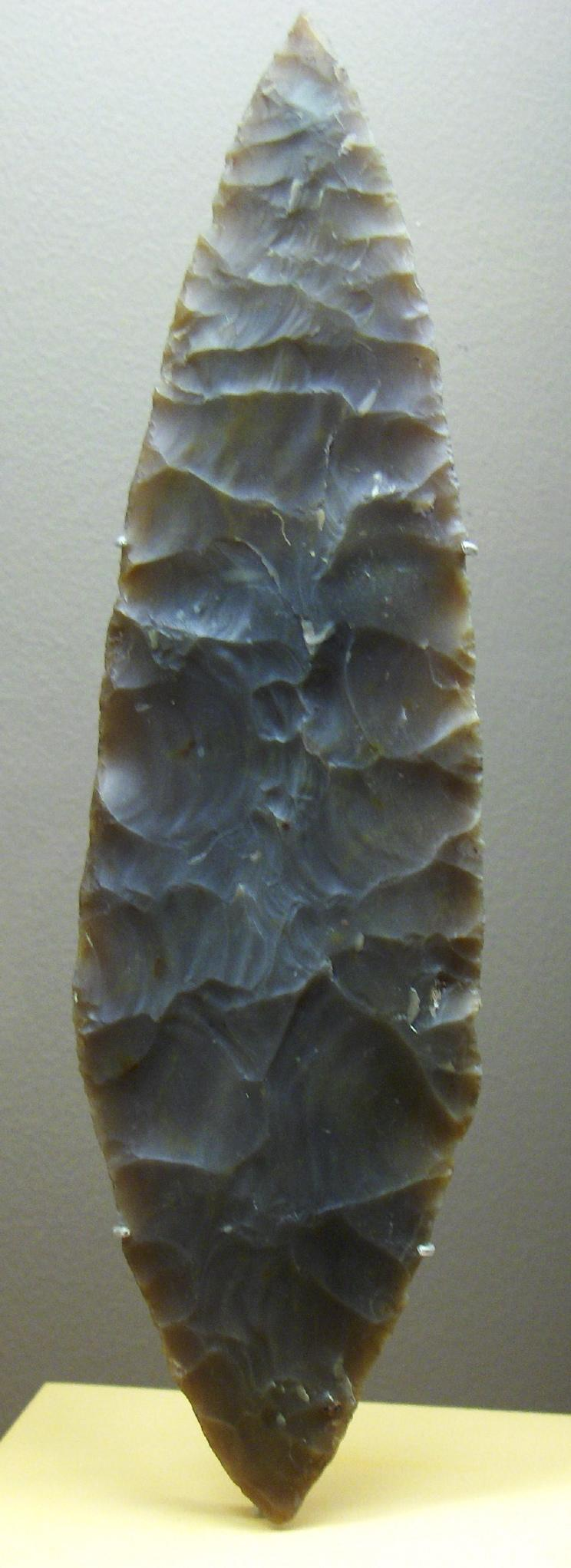
Stenåldersverktyg som senare tiders människor fann i jorden tolkades ofta som åskstenar.

Åskstenar är i folktron världen över, under vitt skilda perioder, benämningen på de stenar som man trodde skapades av åsknedslag i marken. I själva verket var de åskstenar man fann i marken stenåldersverktyg, primärt stenyxor, men även fossiler av djur som sjöborrar och bläckfisk.

## Norden
Enligt nordisk folktro slog inte blixten ned två gånger på samma ställe, och människor trodde därför att man med hjälp av insamlade åskstenar kunde skydda sina boplatser från blixtnedslag. Från utgrävningar vid den vikingatida staden Uppåkra har man funnit åskstenar som använts på detta sätt under både äldre och yngre järnåldern. Hur man placerat åskstenar skiljer sig från tid och plats och beror antagligen på olika lokala traditioner. I exempelvis Helnæsbugten på Fyn i Danmark har man undersökt 16 grophus från vendeltid och vikingatid och funnit fossila sjöborrar i sju av husen samt en senneolitisk grovtandad spjutspets och en kniv nedstucken i marken. 
Det finns också arkeologiska bevis för att åskstenar använts som amuletter. Ett lösfynd av fossiliserad sjöborre från Lolland (NMIC 14172) som infattats med bronsband tyder på det, och det finns även gravfynd av samma typ från bland annat Lindholm Høje och Lejre.